# Výkonné nařízení č. 6102
Výkonné nařízení č. 6102 je výkonné nařízení podepsané 5. dubna 1933 americkým prezidentem Franklinem D. Rooseveltem „zakazující hromadění zlatých mincí, zlatých slitků a zlatých certifikátů v rámci kontinentálních Spojených států“.

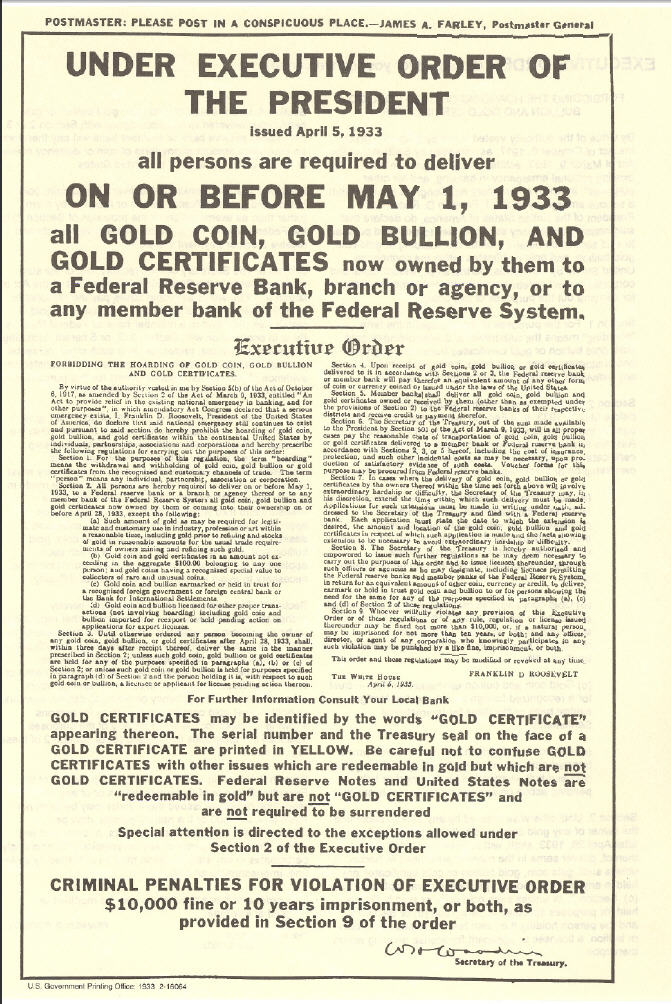
Výkonné nařízení vydané prezidentem Rooseveltem v roce 1933

Výkonný příkaz byl vydán na základě zákona o obchodování s nepřítelem z roku 1917, ve znění zákona o nouzovém bankovnictví z března 1933. Omezení vlastnictví zlata ve Spojených státech bylo zrušeno poté, co prezident Gerald Ford podepsal zákon legalizující soukromé vlastnictví zlatých mincí, slitků a certifikátů zákonem Kongresu, kodifikovaný v Pub.L. 93–373, které vstoupilo v platnost 31. prosince 1974.

## Odůvodnění
Uvedeným důvodem objednávky bylo, že těžké časy způsobily „hromadění“ zlata, zastavení ekonomického růstu a zhoršení deprese, protože USA tehdy používaly zlatý standard pro svou měnu. 6. dubna 1933 napsal The New York Times pod titulkem Hromadění zlata: "Výkonný příkaz vydaný včera prezidentem zesiluje a upřesňuje jeho dřívější varování před hromaděním.
6. března s využitím válečného statutu, který neměl byl zrušen, vydal prezidentskou proklamaci číslo 2039, které zakazovalo hromadění „zlatých nebo stříbrných mincí nebo slitků nebo měny“ pod pokutou 10 000 $ a/nebo až pět až deset let vězení.“
Hlavním důvodem tohoto příkazu bylo ve skutečnosti odstranit omezení na Federální rezervní systém, které mu bránilo ve zvyšování nabídky peněz během deprese. Zákon o Federálních rezervách (1913) vyžadoval 40% zlatou podporu emitovaných bankovek Federálních rezerv. Koncem dvacátých let Federální rezervní systém téměř dosáhl limitu povoleného úvěru ve formě poptávkových bankovek Federálního rezervního systému, které mohly být kryty zlatem v jeho držení (viz Velká deprese).